# São Brás e São Lourenço
São Brás e São Lourenço é uma freguesia portuguesa do município de Elvas, com 47,63 km² de área e 1629 habitantes (censo de 2021). A sua densidade populacional é 34,2 hab./km².
Esta freguesia é considerada semiurbana, pelo facto de ainda ter na sua área diversos bairros da cidade de Elvas como é o Bairro Europa, Urbanização do Morgadinho, Urbanização Quinta dos Arcos, entre outras. 

## Demografia
Nota: Nos censos de 1864 a 1930 a freguesia de São Brás figura como Várzea. Nos censos de 1890 a 1900 estava anexada à freguesia de Ajuda, Salvador e Santo Ildefonso. A freguesia de São Lourenço, nos censos de 1890 a 1900, estava anexada à freguesia de Nossa Senhora da Assunção, sendo depois anexada a esta freguesia que, pelo decreto-lei nº 27.424, de 31/12/1936, passou a ter a actual denominação. (Fonte: INE)
A população registada nos censos foi:
| Distribuição da População por Grupos Etários | Distribuição da População por Grupos Etários | Distribuição da População por Grupos Etários | Distribuição da População por Grupos Etários | Distribuição da População por Grupos Etários |
| -------------------------------------------- | -------------------------------------------- | -------------------------------------------- | -------------------------------------------- | -------------------------------------------- |
| Ano                                          | 0-14 Anos                                    | 15-24 Anos                                   | 25-64 Anos                                   | > 65 Anos                                    |
| 2001                                         | 343                                          | 251                                          | 1053                                         | 299                                          |
| 2011                                         | 247                                          | 193                                          | 884                                          | 360                                          |
| 2021                                         | 238                                          | 172                                          | 842                                          | 377                                          |

## Património
- Aqueduto da Amoreira
- Anta da Quinta do Forte de Botas
- Anta de Torre das Arcas